# Johan Mojica
Pour les articles homonymes, voir Mojica.
Johan Andrés Mojica Palacio, né le 21 août 1992 à Cali en Colombie, est un footballeur international colombien, qui évolue au poste d'arrière gauche au RCD Majorque.

## Biographie

### Carrière en club
Il fait ses débuts professionnels à l'Academia FC évoluant en Primera B. Le 25 juin 2011, il fait ses débuts en Primera B lors d'un match nul contre l'Expreso Rojo (1-1). Lors de la saison 2012, l'Academia FC est vendue, déménage à Villavicencio sous le nom de Llaneros FC, et il intègre la nouvelle équipe. En janvier 2013, il rejoint le Deportivo Cali évoluant en Primera A. Le 30 mars, il fait ses débuts en Primera A lors d'une victoire 3-0 contre l'Itagüí Ditaires.
Le 5 juillet 2013, il est prêté avec option d'achat au Rayo Vallecano évoluant en Liga espagnole. Le 15 septembre, il fait ses débuts en Liga espagnole lors d'une défaite 5-0 contre Málaga CF. Lors de ce match, Jefferson Lerma entre à la 69e minute de la rencontre, à la place de Sebastián Fernández. 
Le 28 juillet 2014, le club lève l'option d'achat, signe un contrat de quatre ans, et est immédiatement prêté au Real Valladolid. Le 23 août, il fait ses débuts en Segunda División lors d'une victoire 2-1 contre le RCD Majorque. Puis le 21 décembre, il inscrit son premier doublé contre le FC Barcelona B (victoire 7-0). Le 6 août 2015, son prêt est prolongé pour une autre année.
Après son prêt, il fait son retour au Rayo Vallecano. Le 31 janvier 2017, il est prêté à un autre club de Segunda División, le Gérone FC, jusqu'à la fin de la saison. Après avoir été promu en Liga, son prêt est renouvelé pour une autre année le 18 août 2017. Gérone lève définitivement l'option d'achat du défenseur le 29 juin 2018. Il se blesse gravement le 14 octobre 2018 (rupture des ligaments croisés du genou gauche) alors qu'il était sur le chemin du retour après un claquage survenu en août.

### Carrière internationale
Le 22 mars 2015, il est convoqué pour la première fois en équipe de Colombie par le sélectionneur national José Pékerman, pour des matchs amicaux contre la Bahreïn et le Koweït.
Le 26 mars 2015, il honore sa première sélection contre le Bahreïn. Lors de ce match, Johan Mojica entre à la 63e minute de la rencontre, à la place de Juan Quintero, et à la 79e minute il inscrit son premier but en sélection. Le match se solde par une victoire 6-0 des Colombiens.

## Statistiques

### Carrière
| Saison                | Club                   | Championnat           | Championnat | Championnat | Coupe(s) nationale(s) | Coupe(s) nationale(s) | Séries | Séries | Total | Total |
| Saison                | Club                   | Division              | M.          | B.          | M.                    | B.                    | M.     | B.     | M.    | B.    |
| 2011                  | Academia FC            | Primera B             | 19          | 0           | 4                     | 0                     | -      | -      | 23    | 0     |
| 2012                  | Academia FC            | Primera B             | 14          | 0           | 10                    | 0                     | -      | -      | 24    | 0     |
| Sous-total            | Sous-total             | Sous-total            | 33          | 0           | 14                    | 0                     | 0      | 0      | 47    | 0     |
| 2012                  | Llaneros FC            | Primera B             | 17          | 0           | -                     | -                     | -      | -      | 17    | 0     |
| Sous-total            | Sous-total             | Sous-total            | 17          | 0           | 0                     | 0                     | 0      | 0      | 17    | 0     |
| 2013                  | Deportivo Cali         | Primera A             | 9           | 0           | 6                     | 0                     | 5      | 0      | 20    | 0     |
| Sous-total            | Sous-total             | Sous-total            | 9           | 0           | 6                     | 0                     | 5      | 0      | 20    | 0     |
| 2013-2014             | Rayo Vallecano (prêt)  | Liga                  | 12          | 0           | 3                     | 0                     | -      | -      | 15    | 0     |
| 2016-2017             | Rayo Vallecano         | Segunda División      | 6           | 0           | 1                     | 0                     | -      | -      | 7     | 0     |
| Sous-total            | Sous-total             | Sous-total            | 18          | 0           | 4                     | 0                     | 0      | 0      | 22    | 0     |
| 2014-2015             | Real Valladolid (prêt) | Segunda División      | 33          | 7           | 4                     | 0                     | 2      | 0      | 39    | 7     |
| 2015-2016             | Real Valladolid (prêt) | Segunda División      | 31          | 2           | -                     | -                     | -      | -      | 31    | 2     |
| Sous-total            | Sous-total             | Sous-total            | 64          | 9           | 4                     | 0                     | 2      | 0      | 70    | 9     |
| 2016-2017             | Girona FC (prêt)       | Segunda División      | 10          | 0           | -                     | -                     | -      | -      | 10    | 0     |
| 2017-2018             | Girona FC (prêt)       | Liga                  | 24          | 0           | 2                     | 1                     | -      | -      | 26    | 1     |
| Sous-total            | Sous-total             | Sous-total            | 34          | 0           | 2                     | 1                     | 0      | 0      | 36    | 1     |
| Total sur la carrière | Total sur la carrière  | Total sur la carrière | 175         | 9           | 30                    | 1                     | 7      | 0      | 212   | 10    |

### En sélection nationale
| Saison                | Sélection             | Phases finales          | Phases finales | Phases finales | Phases finales | Éliminatoires CDM | Éliminatoires CDM | Éliminatoires CDM | Matchs amicaux | Matchs amicaux | Matchs amicaux | Total | Total | Total |
| Saison                | Sélection             | Compétition             | M              | B              | Pd             | M                 | B                 | Pd                | M              | B              | Pd             | M     | B     | Pd    |
| --------------------- | --------------------- | ----------------------- | -------------- | -------------- | -------------- | ----------------- | ----------------- | ----------------- | -------------- | -------------- | -------------- | ----- | ----- | ----- |
| 2014-2015             | Colombie              | Copa América 2015       | -              | -              | -              | -                 | -                 | -                 | 2              | 1              | 1              | 2     | 1     | 1     |
| 2015-2016             | Colombie              | Copa América Centenario | -              | -              | -              | 0                 | 0                 | 0                 | 0              | 0              | 0              | 0     | 0     | 0     |
| 2017-2018             | Colombie              | Coupe du monde 2018     | 4              | 0              | 0              | -                 | -                 | -                 | 2              | 0              | 0              | 6     | 0     | 0     |
| 2019-2020             | Colombie              | -                       | -              | -              | -              | -                 | -                 | -                 | 1              | 0              | 0              | 1     | 0     | 0     |
| 2020-2021             | Colombie              | Copa América 2021       | -              | -              | -              | 4                 | 0                 | 1                 | -              | -              | -              | 4     | 0     | 1     |
| 2021-2022             | Colombie              | -                       | -              | -              | -              | 6                 | 0                 | 0                 | -              | -              | -              | 6     | 0     | 0     |
| 2022-2023             | Colombie              | -                       | -              | -              | -              | -                 | -                 | -                 | 3              | 0              | 0              | 3     | 0     | 0     |
| 2023-2024             | Colombie              | Copa América 2024       | 6              | 0              | 0              | 0                 | 0                 | 0                 | 3              | 0              | 1              | 9     | 0     | 1     |
| Total sur la carrière | Total sur la carrière | Total sur la carrière   | 10             | 0              | 0              | 10                | 0                 | 1                 | 11             | 1              | 2              | 31    | 1     | 3     |

### Buts en sélection
Le tableau suivant liste les résultats de tous les buts inscrits par Johan Mojica avec l'équipe de Colombie.

## Distinctions personnelles
- Membre de l'équipe type de la Segunda División en 2015